# Most krále Fahda
Most krále Fahda (arabsky: جسر الملك فهد) je dopravní stavba v Perském zálivu v jihozápadní Asii, skládající se z několika mostů, viaduktů, hrází a umělých ostrovů které spojují Saúdskou Arábii a ostrovní stát Bahrajn.
Dohoda o vybudování spojnice mezi oběma státy byla podepsána 8. července 1981. Stavba začala 11. listopadu 1982 položením základního kamene saúdským králem Fahdem bin Abd al-Azízem a bahrajnským šejkem Isou bin Salman al-Khalifa a skončila v roce 1986. Oficiálně byla otevřena 25. listopadu 1986. Projekt byl kompletně financován Saúdskou Arábií a stál celkem 1,2 miliardy dolarů. Dodavatelem byla firma Ballast Needham Group sídlící v Nizozemsku.
Na stavbu silnice se čtyřmi pruhy (šířka 25 m) v délce 25-26 km bylo použito 350 000 m³ betonu a 147 000 t oceli. Stavba se skládá ze dvou částí, z dlouhého mostu z Al-Chubaru v Saúdské Arábii na bahrajnský ostrov Umm al-Na'san a kratšího mostu z ostrova Umm al-Na'san na hlavní bahrajnský ostrov. Přes umělý hraniční ostrov  al-Jazirat al-Wustaa (ostrov cestovních pasů) o ploše 88 ha prochází vlastní hranice mezi oběma královstvími, nachází se na něm pasová kontrola, vyhlídková věž a dvě mešity.